# 山口夕輝
山口夕輝（日语：山口 夕輝，1993年10月17日—）是日本前偶像藝人，為女子團體NMB48 Team BII前成員，大阪府出身，前所屬經紀公司為Showtitle。

## 經歴
2010年
9月20日、參加『NMB48一期生徵選會』合格（參加總數7,256名、最終合格者26名）。
2010年10月9日、在『AKB48東京秋祭』以NMB48第1期研究生26名之1人首次登場。
2011年
6月14日、接替宣布畢業的森彩華昇格到Team N。
9月20日、『AKB48第24張單曲選拔猜拳大會』本戰勝出得到前16，参加AKB48的第24張單曲選拔的決定。
2017年
3月14日、於Team BII公演中宣布將自NMB48畢業。
4月28日、於Team BII卒業公演後，正式從NMB48畢業。
2018年
3月、大學畢業。

## 人物
- 姿態相當端正，經常對NMB48成員說「禮貌是相當重要的」[5][6][7]。

### NMB48相關
- 2011年8月14日第2張單曲「Oh My God!」的選抜成員16名發表的時候，山口沒被選出。之後，（包含謹慎發表吉田朱里）成員3名從選拔掉下，以交替的形式被選出。
- 二期生的城惠理子說，「最能夠依靠的人。像媽媽一樣」[8]。

## NMB48参加曲

### 單曲CD選抜曲
- 絕滅黑髮少女
  - 久等了、新學期 - 紅組名義
- Oh My God!
  - 捕食者們 - 紅組名義

AKB48名義
- 上からマリコ

### 劇場公演小組曲
teamN 2nd Stage 「青春女孩」公演
1. 雨中動物園
2. 放浪之夏
  - 放浪之夏是森彩華畢業後

## 外部連結
- NMB48個人介紹頁（日語）
- NMB48官方部落格「山口夕輝」（日語）
- 山口夕輝的X（前Twitter）（日語）